# Andrew Sullivan (Basketballspieler)
Andrew Sullivan (* 12. Februar 1980 in Euston, Greater London) ist ein britischer Basketballspieler. Nach dem Studium in den Vereinigten Staaten spielte Sullivan als Profi bei verschiedenen Vereinen in Europa. In seinem Heimatland gewann er in der British Basketball League (BBL) mit seinen jeweiligen Vereinen insgesamt drei Meisterschaften. Mit der britischen Nationalmannschaft nahm er an den EM-Endrunden 2009 und 2011 sowie an den Olympischen Spielen 2012 in seiner Heimatstadt London teil.

## Karriere
Sullivan ging bereits 1996 in die Vereinigten Staaten an die St. Augustine College Preparatory School in Richland (New Jersey) und nach seinem High-School-Abschluss schrieb er sich 1999 an der Villanova University am Rande von Philadelphia ein. Nach einer vielversprechenden Karriere in der High School, wo er in seinem Abschlussjahr zum „South Jersey Player of the Year“ ernannt wurde, kam er in der Hochschulmannschaft Wildcats in der Big East Conference der NCAA nicht so zum Zuge. In seinem zweiten Jahr als Sophomore sah er praktisch keine Spielzeit, nachdem er jedoch auch durch Verletzungen gehindert war. Auch die Wildcats strauchelten, nachdem sie in den 1990er Jahren sechsmal die landesweite Endrunde der NCAA erreicht hatten. So wurde der vormalige Erfolgstrainer Steve Lappas 2001 entlassen und unter seinem Nachfolger Jay Wright bekam auch Sullivan wieder mehr Spielzeit, ohne das seine persönlichen Statistiken auf eine erfolgversprechende Profikarriere hindeuteten.
Nach seinem Studienabschluss 2003 unterschrieb Sullivan einen Vertrag in der niederländischen Liga FEB beim Rekordmeister EBBC in ’s-Hertogenbosch. Mit dieser Mannschaft konnte er jedoch in der Saison 2003/04 keine Erfolge feiern. Für die Spielzeit 2004/05 kehrte er in seine Heimat zurück und schloss sich den Eagles aus Newcastle upon Tyne an. Nachdem man die BBL Trophy gewann, einen eigenständigen Wettbewerb der BBL mit regionalen Gruppenspielen in der Vorrunde, gewann man auch die Play-offs um die Meisterschaft der Liga. In der folgenden Spielzeit 2005/06 dominierte man die Liga und gewann neben dem Pokalwettbewerb BBL Cup, der BBL Trophy auch erneut die Meisterschaft, nachdem man diesmal auch die reguläre Saison als Tabellenerster beendet hatte. Sullivan wurde zum MVP der BBL ernannt. Nachdem die Olympischen Spiele 2012 an Sullivans Heimatstadt London vergeben wurden, wurde die britische Basketballnationalmannschaft neu formiert, die als Gastgeber ein automatisches Startrecht hatte. In diese neue Nationalmannschaft wurde auch Sullivan erstmals berufen. Nach seinen Erfolgen hatte sich Sullivan für Aufgaben in höherrangigen europäischen Ligen empfohlen und er verließ im Anschluss die britische Liga.
Für die Saison 2006/07 bekam Sullivan einen Vertrag beim spanischen FIBA EuroCup-Sieger Joventut aus Badalona, bei dem bereits seine Nationalmannschaftskollegen Andrew Betts und Robert Archibald spielten. Mit diesem Verein nahm er am höchstrangigen europäischen Vereinswettbewerb EuroLeague 2006/07 teil, wo man dann in der Gruppenphase der 16 besten Mannschaften ausschied. In der spanischen Meisterschaft der Liga ACB schied man in der Halbfinalserie knapp in fünf Spielen gegen den späteren Meister Real Madrid aus. Für die darauffolgende Spielzeit holte ihn der britische Nationaltrainer Chris Finch zu Dexia Mons-Hainaut nach Belgien, wo er mit seinen Nationalmannschaftskollegen Nate Reinking, Roger Huggins und Michael Lenzly zusammenspielte. Gemeinsam erreichte man das Finale im FIBA EuroCup, das jedoch gegen die lettische Mannschaft Barons/LMT aus Riga knapp mit einem Punkt verloren ging. Ohne Vertrag für die neue Saison kehrte Sullivan zunächst zu den Newcastle Eagles in die BBL zurück.
Wenige Wochen nach Saisonbeginn 2008 wechselte Sullivan zum russischen Verein ZSK WWS nach Samara. In der Gruppenphase der 16 besten Mannschaften in der EuroChallenge, wie der FIBA EuroCup seit dieser Saison hieß, traf man auf Sullivans ehemaligen Verein Dexia Mons-Hainaut, blieb aber in allen sechs Gruppenspielen der zweiten Runde sieglos. Nachdem sich Sullivan mit der britischen Nationalmannschaft erfolgreich in die Division A der besten europäischen Nationalmannschaften gespielt hatte, gelang auch die erstmalige Qualifikation für die europäischen Titelkämpfe in Polen. In der ersten Runde verlor man jedoch alle drei Gruppenspiele gegen die späteren Halbfinalisten Slowenien, Spanien und Serbien. In der darauffolgenden Spielzeit 2009/10 wechselte Sullivan dann nach Limassol auf Zypern, allerdings nicht zum vormaligen EuroChallenge-Final-Four-Gastgeber AEL, sondern zum Lokalrivalen Apollon. Bereits nach zwei Monaten verließ er den Verein wieder und kehrte im Januar 2010 erneut zu den Newcastle Eagles zurück, die zwar die Hauptrunde der BBL und die BBL Trophy gewannen, aber in den Halbfinal-Play-offs gegen den späteren Meister Everton Tigers verloren. Die Tigers unter Trainer Tony Garbelotto nannten sich ab der folgenden Spielzeit Mersey Tigers und verpflichteten Sullivan. Sie gewannen sowohl die Hauptrunde als auch die BBL Trophy und die Play-offs der BBL, einzig eine deutliche Finalniederlage im BBL Cup gegen Vizemeister Sheffield Sharks verhinderte den totalen Triumph der Tigers.
2011 folgte die zweite Teilnahme einer britischen Nationalmannschaft an Titelkämpfen um die Europameisterschaft. Bei der EM-Endrunde 2011 schied man nach zwei Siegen in fünf Spielen erneut in der ersten Runde aus. Nachdem es zu Streitigkeiten um Zahlungsmodalitäten kam, verließ Sullivan zu Beginn der Saison 2011/12 die Mersey Tigers und wechselte zum Ligarivalen Riders aus Leicester. Sein ehemaliger Verein Newcastle Eagles dominierte die Liga und gewann sowohl das Play-off-Finale wie auch das Halbfinale der BBL Trophy gegen die Riders. Nach dem Ende der Spielzeit konnte Sullivan als Mannschaftskapitän die britische Nationalmannschaft beim olympischen Turnier 2012 in seiner Heimatstadt anführen, bei dem man nach einem Sieg in fünf Gruppenspielen ebenfalls in der ersten Runde ausschied.